# 3588 Кірік
3588 Кірік (3588 Kirik) — астероїд головного поясу, відкритий 8 жовтня 1981 року.
Тіссеранів параметр щодо Юпітера — 3,148.